# 금암초등학교 (충남)
금암초등학교는 대한민국 충청남도 계룡시에 있는 초등학교다.

## 학교 연혁
- 2005. 02. 14 착공
- 2005. 12. 30 금암초등학교 인가
- 2006. 03. 01 금암초등학교 18학급, 병설유치원 2학급 편성 인가
- 2006. 03. 01 초대 변재의 교장 부임
- 2006. 03. 09 금암초등학교 2학급 증설 편성 인가
- 2006. 06. 05 금암초등학교 개교식
- 2007. 02. 15 제1회 졸업식(102명)
- 2007. 03. 01 초등25학급, 유치원 2학급 편성 인가
- 2007. 03. 01 교원능력개발평가 시범학교(도지정)
- 2008. 02. 20 제2회 졸업(122명)
- 2008. 03. 01 금암초등학교 25학급, 유치원 2학급 평성 인가
- 2009. 02. 19 제3회 졸업(130명)
- 2009. 03. 01 금암초등학교 28학급, 유치원 2학급
- 2010. 02. 19 제4회 졸업(154명)
- 2010. 03. 01 금암초등학교 27학급, 유치원 2학급
- 2010. 03. 01 제2대 이승배 교장 부임
- 2011. 02. 16 제5회 졸업(143명)
- 2011. 03. 01 금암초등학교 26학급, 유치원 2학급
- 2012. 02. 19 제6회 졸업(147명)
- 2012. 03. 01 금암초등학교 26학급, 유치원 2학급
- 2012. 09. 01 3대 송경희 교장 부임
- 2013. 03. 01 금암초등학교 26학급, 유치원 3학급

쿠쿠하세요 쿠쿠

## 학교 동문
```
   쿠쿠하세요
    쿠쿠
```

## 참고 자료
- 금암초등학교 - 한국교육학술정보원 학교알리미